# 賴訥山 (巴伐利亞前阿爾卑斯山脈)
47°41′09″N 11°50′32″E / 47.68575°N 11.84233°E

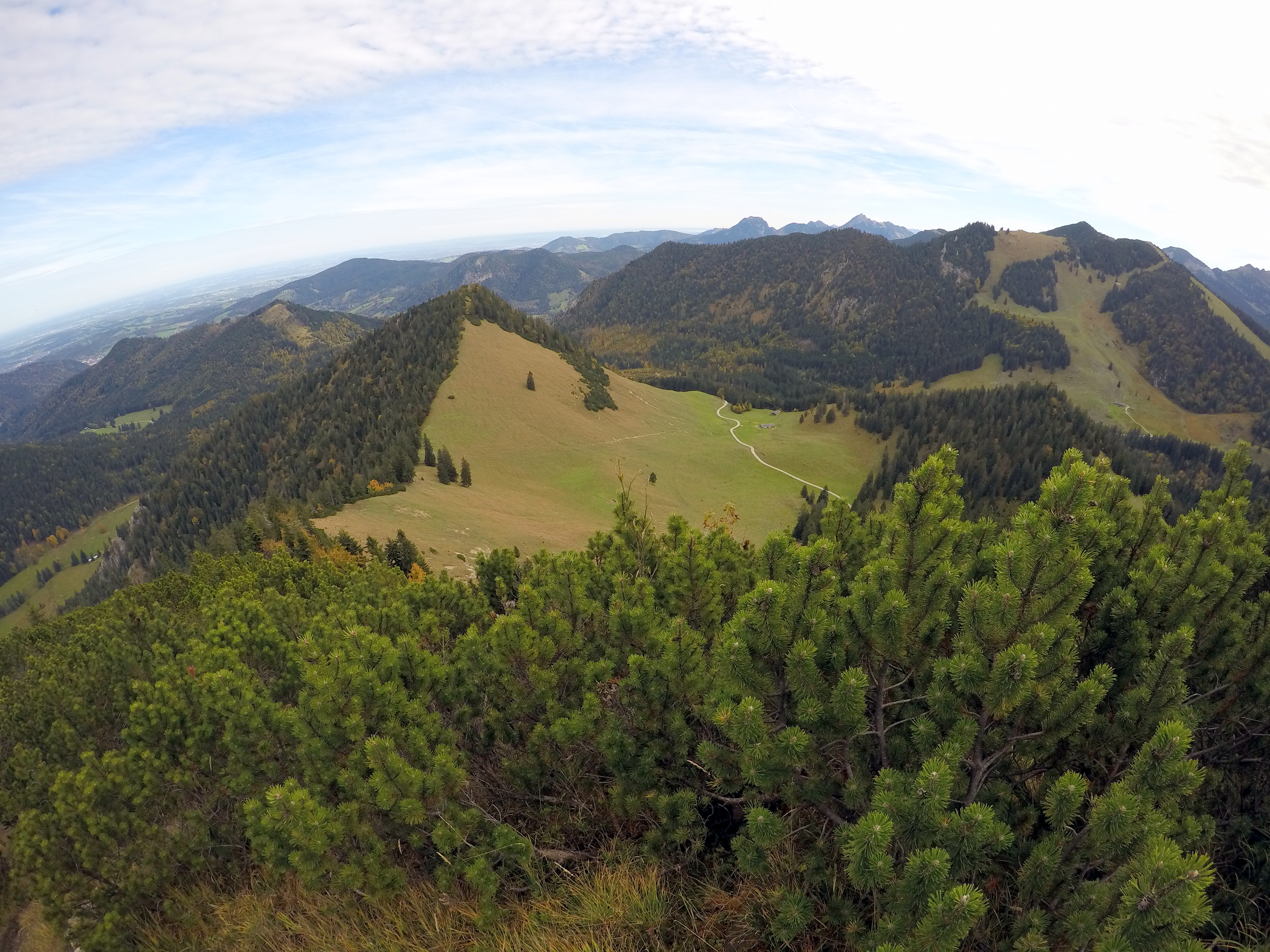

賴訥山（德語：Rainerkopf），是德國的山峰，位於該國東南部，由巴伐利亞負責管轄，屬於巴伐利亞前阿爾卑斯山脈的一部分，距離瓦瑟峰0.6公里，海拔高度1,463米，每年平均降雨量1,764毫米。